# Perry Smith
Perry Edward Smith (Huntington, Nevada; 27 de octubre de 1928 - Lansing, Kansas; 14 de abril de 1965) fue un asesino estadounidense. Los últimos años de su vida son narrados en la novela de Truman Capote A sangre fría.

## Biografía
Sus padres fueron  acróbatas de rodeo, su madre Flo Buckskin era cherokee y su padre Tex John Smith era un cowboy irlandés. Al año de nacido, la familia de cuatro hijos se mudó a Juneau, Alaska, donde su padre destilaba whisky ilegalmente para vivir. Su infancia fue pobre, y dormían los seis en una camioneta ya que tenían que hacer gira por el país para sobrevivir. Debido a que sus padres ya no podían hacer acrobacias como en su juventud, se establecieron en Reno, Nevada. Su padre era abusivo con la madre, que era alcohólica, lo que motivó que ella lo abandonara, mudándose a San Francisco, California, y llevando a los cuatro hijos con ella, teniendo en aquel entonces Perry seis años. Durante el tiempo que vivió en San Francisco, su madre lo internó en orfanatos y asilos de niños. En todos los lugares lo odiaban por mojar la cama y ser mitad cherokee. Al formalizarse el divorcio de los padres, el padre ganó la custodia de los hijos, pero sin embargo internó a todos en un asilo excepto a Perry, quien no volvió a ver a su madre, la cual murió ahogada en su propio vómito. Su padre llevó a su hijo menor de vuelta a Reno y luego recorrieron el país por seis años antes de establecerse en Anchorage, Alaska.
A los 16 años se peleó con su padre y huyó a Seattle, Washington, donde se alistó en la Marina Mercante. Dos años después hizo lo mismo en el ejército, por lo que participó en la guerra de Corea como ingeniero mecánico, obteniendo una Estrella de Bronce. Al terminar el servicio militar trabajó durante un tiempo en un taller en Fort Lewis, Washington.
En 1952 se reconcilia con su padre, por lo que emprende un viaje en motocicleta para encontrarse con él en Anchorage. En el camino sufre un grave accidente y pasa un año en rehabilitación. Desde entonces siempre le dolieron las piernas, ya que los huesos no sanaron adecuadamente.
Otra pelea hace que abandone a su padre nuevamente, y se dirige a pedir ayuda de un amigo del ejército que vivía en Massachusetts. En el camino roba una tienda en Texas. Días después es capturado, pero escapa y se dirige a Nueva York, donde es atrapado nuevamente por el FBI. Fue condenado de cinco a diez años en la prisión de Lansing, Kansas. Para aquel entonces su madre ya había muerto, y sus hermanos Jimmy y Fern se habían suicidado.
En la prisión conoce a Dick Hickock, quien le habla de Floyd Wells. Este último le informaría a Dick acerca de la familia Clutter, para la cual él había trabajado hace un tiempo. Wells les dijo a ambos que la familia guardaba grandes cantidades de dinero en una caja fuerte en su casa de Holcomb, Kansas.
En la prisión, Perry le contó a Dick una historia, que luego resultó ser falsa, acerca de cómo había matado un negro en Las Vegas tiempo atrás. Dick creyó reconocer un asesino nato en Perry y decidió que trabajaría con él al salir de la cárcel. Efectivamente, al salir de la prisión, Perry y Dick se reencuentran y se dirigen a la casa de los Clutter la noche del 15 de noviembre de 1959. Adentro inmovilizan a los cuatro miembros de la familia que estaban en la casa, pero, al descubrir que no existía la mencionada caja fuerte, asesinaron a los cuatro habitantes. Perry confesaría luego que él fue quien los mató  a todos. Todos murieron de un tiro de escopeta en la cabeza, a excepción del Sr. Clutter, al que le cortó la garganta primero. En total obtuvieron menos de 50 dólares.
Después del crimen, se dirigen a México, pero al acabárseles el dinero regresan a los Estados Unidos, donde Floyd Wells los había denunciado como los posibles asesinos. Son capturados en Las Vegas y enviados de vuelta a Kansas, donde son declarados culpables y condenados a muerte.
Perry y Dick pasan cerca de dos mil días esperando su ejecución en la Prisión de Lansing, donde se habían conocido.
Durante la espera, Perry conoce al periodista y escritor Truman Capote, a quien le concede entrevistas frecuentemente. La noche de la ejecución, Perry, desesperado, llama a Capote y le ruega que solicite una apelación. Sin embargo, Capote, que deseaba secretamente la muerte de los asesinos para mejorar su libro, hace caso omiso de la petición de Perry.
Perry Smith, de 36 años, fue colgado en la prisión de Lansing, muriendo el miércoles 14 de abril de 1965 a la 1:19 de la madrugada. Fue enterrado al lado de Dick, en Kansas. Sus últimas palabras fueron: Pienso que es una cosa infernal quitar la vida de este modo. No creo en la pena de muerte, ni legal ni moralmente. Puede que hubiera podido contribuir en algo. No sirve de nada que pida perdón por lo que hice. Hasta está fuera de lugar, pero lo hago, pido perdón.